# Equipe chinesa na Copa Davis
A equipe chinesa na Copa Davis representa a China na Copa Davis, principal competição de tênis masculina por equipes do mundo. É administrada pela Chinese Taipei Tennis Association.